# Ščugor
Lo Ščugor (anche conosciuto come Ščugyr' o Ščuger) è un fiume della Russia europea settentrionale (Repubblica dei Komi), affluente di destra della Pečora.
Ha origine dal versante occidentale degli Urali settentrionali, scorrendo per un primo tratto attraverso la catena in senso longitudinale, con direzione settentrionale; aggira successivamente il massiccio del monte Telposiz, all'estremità meridionale della sezione degli Urali subpolari, volgendo il suo corso in direzione mediamente occidentale fino a sfociare nella Pečora all'altezza del villaggio di Ust'-Ščugor, alcune decine di chilometri a valle di Vuktyl.
Non incontra alcun centro abitato di qualche rilievo in tutto il suo corso; è gelato, mediamente, da fine ottobre- ai primi di giugno; i mesi estivi di giugno e luglio vedono i massimi annui di portata. Il maggior affluente è il Bol'šoj Patok (lungo 121 km) proveniente dalla destra idrografica.
Lo Ščugor attraversa tutto il territorio del parco nazionale «Jugyd va».